# دورتی هالی
دورتی هالی (انگلیسی: Dorothy Hale؛ ۱۱ ژانویهٔ ۱۹۰۵ – ۲۱ اکتبر ۱۹۳۸) یک هنرپیشه اهل ایالات متحده آمریکا بود.